# Benkő Elek
Benkő Elek (Kolozsvár, 1954. augusztus 23. –) történész, régész, muzeológus, a Magyar Tudományos Akadémia rendes tagja. Benkő Samu és B. Nagy Margit fia.

## Élete
1978-ban végzett történelem-régészet szakon az Eötvös Loránd Tudományegyetemen. 1991-ben a Magyar Tudományos Akadémián történelemtudomány (régészet) kandidátusa, 2003-ban MTA doktora fokozatot szerzett. Külső alapító tagja az ELTE Régészet Doktori Programjának, és előadásokat tart a Babeş-Bolyai Egyetem magyar nyelvű tagozatán. 2012-től önálló doktorátusvezetői joga van a romániai egyetemeken.
1979–1988 között a Székelykeresztúri Városi Múzeum régész-muzeológusa, 1989–től az MTA Régészeti Intézetének tudományos munkatársa, 1992-től tudományos főmunkatársa, 2003-tól tudományos tanácsadója, 2012-től igazgatója. A magyar középkori régészet vezető kutatója.
Kutatási területei elsősorban a középkori Erdély régészete és településtörténete, a középkori réz- és ónfeldolgozás Magyarországon, a pilisi királyi magánuradalom középkori emlékei, illetve középkori régészeti módszertan és tudománytörténet.
2016-ban a Magyar Tudományos Akadémia levelező, 2022-ben rendes tagjává választották. Szerkesztőbizottsági tagja az Acta Siculicának és a Dolgozatoknak. Az Erdélyi Múzeum-Egyesület alapító tagja, illetve tagja a Magyar Régészeti és Művészettörténeti Társulatnak.

## Elismerései
- 1998 Kuzsinszky Bálint-díj
- 2011 Ipolyi Arnold-díj
- 2013 Id. Entz Géza-díj

## Művei
- 1980 Hetény Árpád-kori története. In: Quibus expedit universis. (Szerk.: Ladányi Erzsébet) Budapest, 5–22.
- 1980 A nyársapáti udvarház és házak a középkorban. In: Quibus expedit universis. (Szerk.: Ladányi Erzsébet) Budapest, 53–92.
- 1992 A középkori Keresztúr-szék régészeti topográfiája. Varia archaeologica Hungarica (5). Magyar Tudományos Akadémia, Budapest.
- 1997 Középkori mezőváros a Székelyföldön. Kolozsvár. (tsz. Demeter István - Székely Attila)
- 2002 Erdély középkori harangjai és bronz keresztelőmedencéi. Budapest-Kolozsvár.
- 2004 Kolozsvár magyar külvárosa a középkorban : A Kolozsvárba olvadt Szentpéter falu emlékei. Erdélyi Tudományos Füzetek (248). Erdélyi Múzeum-Egyesület, Kolozsvár.
- 2007 Ciszterci apátság Pilisszentkereszten. Budapest. (tsz. Hervay F. — Takács I.)
- 2008 Középkori udvarház és nemesség a Székelyföldön. Budapest. (tsz. Székely Attila)
- 2009 Mittelalterliche archäologische Funde im Szeklerland. In: Die Szekler in Siebenbürgen. Hg. von Harald Roth. Köln–Weimar–Wien, 13–43.
- 2010 Bronzeguß im mittelalterlichen Esztergom (Gran, Ungarn). In: Varia Campanologiae Studia Cyclica. Hrsg. v. Konrad Bund, Rüdiger Pfeiffer-Rupp. Greifenstein, 73-80
- 2010 A középkori székelyek. In: A középkor és a kora újkor régészete Magyarországon I. Szerk. Benkő E.–Kovács Gy. Budapest, 221–254.
- 2010 A pilisi ciszterci monostor geofizikai kutatása. In: A középkor és a kora újkor régészete Magyarországon I. Szerk. Benkő E.–Kovács Gy. Budapest, 401–419.
- 2010 Fémfeldolgozás a középkorban. In: A középkor és a kora újkor régészete Magyarországon II. Szerk. Benkő E. – Kovács Gy. Budapest, 691–708.
- 2011 Harangok a középkorban. In: A déli harangszó Magyarországon és a nagyvilágban. Ed. Visy Zsolt. Budapest, 71–82.
- A középkori Székelyföld 1-2.; Magyar Tudományos Akadémia Bölcsészettudományi Kutatóközpont Régészeti Intézet, Bp., 2012
- In medio regni Hungariae. Régészeti, művészettörténeti és történeti kutatások "az ország közepén" / Archaeological, art historical, and historical researches 'in the middle of the kingdom'; szerk. Benkő Elek, Orosz Krisztina; MTA Bölcsészettudományi Kutatóközpont Régészeti Intézet, Bp., 2015
- Magyarország régészeti topográfiája. Múlt, jelen, jövő. A 2015. május 11-13. között, Budapesten rendezett konferencia előadásainak és posztereinek kivonatai; szerk. Benkő Elek, Bondár Mária, Kolláth Ágnes; MTA BTK Régészeti Intézet, Bp., 2015

6 önálló és további 3, társszerzőségben megjelent könyve monografikus jellegű. Kiemelkedő jelentőségű a középkori Keresztúr szék régészeti topográfiája, A középkori Székelyföld című monográfia, a középkori harangöntésről és a zarándokjelvényekről írt könyve, a székelyföldi középkori mezővárosokról, a székelyföldi középkori udvarház és nemesség problémájáról, az erdélyi középkori bronzművességről és a székely írásról (rovásírás) készített monográfiái. 66 cikk és 81 lexikonszócikk szerzője. Kiemelendő A középkor és a kora újkor régészete Magyarországon című kétkötetes és az In medio regni Hungariae című, kézikönyv jellegű tanulmánykötet.

## MTMT publikációs lista
Publikációs listája az MTMT-ben